# Harikela
Harikela fou una entitat geogràfica, un regne o part d'un regne, a l'antiga Bengala, de situació incerta. Diversos escriptors del segle VII esmenten Harikela a l'Índia oriental i en concret a Bengala oriental. Al segle IX s'esmenta a l'obra Karpuramanjuri que parla de les dones Harikeli com a bengalines orientals, però cap dona detalls de la seva situació. Hemachandra, al segle xii, la identifica amb Vanga però això és contradit pel Manjuxrimulakalpa, on Harikela, Vanga i Samatata són citats com entitat diferenciades. Dos manuscrits situen Harikela ('Harikola') com a sinònim de Sylhet, sense esmentar la font.
No hi ha dubte que Harikela fou un regne important de l'antiga Bengala i es prou conegut tot i que geogràficament poc documentat, probablement pel seu allunyament dels centres culturals principals. A la inscripció de Kantideva (segle ix) descoberta a l'àrea de Nasirabad a la regió de Chittagong, diu que Maharajadhiraja Kantideva era el governant d'Harikela. Un manuscrit il·luminat del segle xi d' Astasahasrika Prajnaparamita il·lustre deïtats adorades a diversos llocs de Bengala i inclou a 'Lokanatha de Harikela'. Harikela està també inclosa en una llista de 64 llocs sagrats o pithes del budisme tàntric de Bengala al manuscrit budista Dakarnava del segle xiii (temps en què encara era un país ben conegut).
Les inscripcions de la dinastia Chandra de Bengala (segles x i xi) diuen que van venir de Harikela i que la dinastia Chandra va esdevenir important després de ser feudatària d'Harikela. Una inscripció críptica s'ha interpretat com que Trailokyachandra, el primer governant de la dinastia, era de facto i de dret rei d'Harikela. Trailokyachandra va heretar la seva posició de feudatari del seu pare dins del regne de Harikela i fou el qui va adquirir poder fins a apoderar-se del rei de Harikela i esdevenir rei sobirà; però la inscripció Chandra no dona informació sobre la situació de Harikela; no obstant estudis detallats de les inscripcions dels Chandres i les seves conquestes indiquen que el territori era situat entre Chittagong i Arakan, cosa que ve recolzada per la inscripció en coure del rei Kantideva d'Harikela.
Més moderns descobriments, com les monedes de Harikela a les excavacions de Mainamati, situen Harikela a la vora de Samatata en direcció a Arakan. La col·lecció de 400 monedes de Harikela dites del "brau i el triglif" inclouen algunes monedes dels reis d'Arakan; la resta tenen inscripcions com Yarikriya, Patikera), etc, que han estat corregides per indicar "Harikela", inscripció acceptada pels erudits. La prova final va aparèixer quan es va descobrir les monedes de Jobra al cor de Chittagong (36 monedes de plata del tipus de "brau i triglif" de les quals 35 amb la inscripció Harikela i una del antic rei d'Arakan 'Pritichandra', descobertes al poble de Jobra a tocar del campus de la Universitat de Chittagong a Hathazari, el juliol de 1980).
Tot fa pensar doncs que el regne estava situat a la zona de Chittagong, probablement al Ramu o al Dianga, a l'àrea metropolitana de Chittagong. Caldran excavacions arqueològiques a Ramu, Ramkat, Dianga i Chittagong per conèixer noves dates. Es creu que antigament Ramu (al sud de Chittagong) i Ramkot (prop del Basar de Cox) eren importants centres. Ramu, Rama o Ramya (que vol dir "bonic") seria el regne de Rahma o Ruhmi dels escriptors àrabs; els tibetans esmenten Chategrama o Chatigrama com capital de Gopichadra i del país de Ramma i aquesta ciutat (que diuen era un centre budista) seria idèntica a Samandar dels àrabs (i a la "ciutat de Bengala" dels primers escriptors europeus). Dianga derivaria de Devagrama i està situada a la riba sud del Karnafuli, a l'altre costat de la ciutat de Chittagong; el 1972 es van descobrir al peu de la serralada de Dianga, 64 imatges votives, dos repliques de stupes i alguns fragments (25 imatges portaven inscripcions); això ha aportat proves de relacions entre Dianga i Samatata i Arakan.